# Murray County, Oklahoma
Murray County är ett administrativt område i delstaten Oklahoma, USA, med 13 488 invånare. Den administrativa huvudorten (county seat) är Sulphur. 

## Geografi
Enligt United States Census Bureau har countyt en total area på 1 101 km². 1 083 km² av den arean är land och 17 km² är vatten.

### Angränsande countyn
- Pontotoc County - nordost
- Johnston County - sydost
- Carter County - sydväst
- Garvin County - nordväst

### Städer och samhällen
- Davis (delvis i Garvin County)
- Dougherty
- Hickory
- Sulphur (huvudort)